# 일본 건설성
일본 건설성(建設省 켄세츠쇼우[*])은 일본의 국토교통성에 통합하기 직전에 존재하였던 일본의 행정기관이다. 그러나 건설성은 1948년 7월 10일 정식으로 출범하였고, 2001년 1월 5일까지 53년 동안 일본의 건축업, 건설업, 국토 및 토지 관리, 강(하천) 등 유역 관리, 시가지 재정비 사업, 도로 관리 등에 대한 행정 및 사무를 다루는 것으로 드러난다. 1948년 건설성 설치법(쇼와 23년 7월 8일 법률 제113호에 의거한다)에 따라 설치되었고, 장은 건설대신이다. 그리고 지금은 국토교통성으로 재편하였다.

## 연혁
- 1948년 1월 1일 - 내무성 국토국과 조사국 총무과 및 제1과를 각각 이관하고, 일본 건설원(일본어판)이 공식적으로 설치됨.
- 1948년 7월 10일 - 정식으로 건설성이 개칭됨.
- 2001년 1월 6일 - 2001년 중앙 성청 개편에 따라 건설성, 운수성, 국토청, 홋카이도 개발청을 국토교통성으로 통합 개편함.

## 같이 보기
- 일본 국토교통성